# Palazzo Comunale (Montecatini Terme)

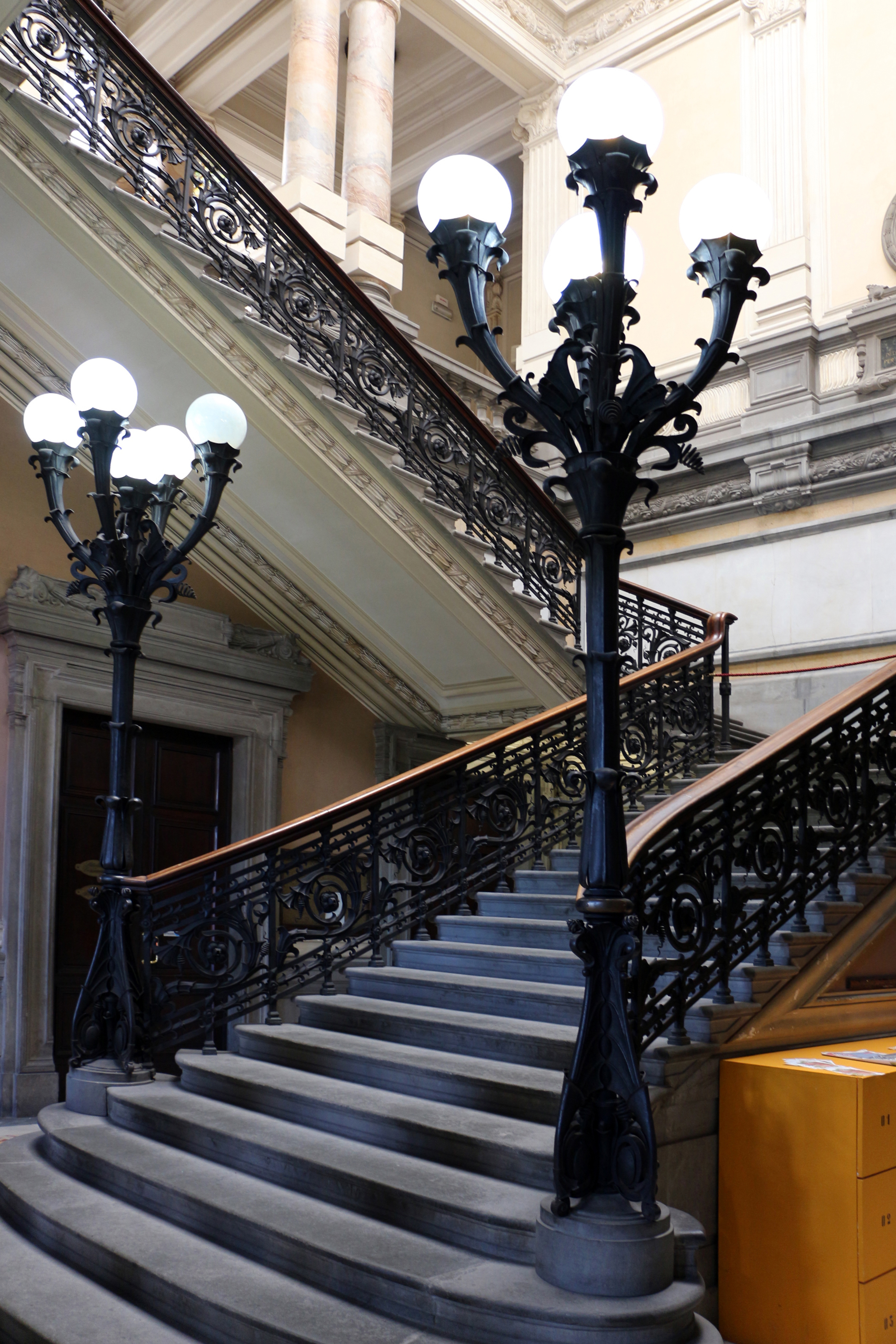
La scalinata interna

Il Palazzo Comunale di Montecatini Terme è situato in viale Verdi 46.

## Storia
Nelle filze 372 e 372a (Edilizia pubblica) dell'Archivio comunale di Montecatini sono conservati numerosi schizzi e disegni di progetto in copia cianografica relativi al progetto del palazzo comunale firmati dall'architetto Raffaello Brizzi e dall'ingegnere Luigi Righetti, dei quali una parte è stata pubblicata da Cresti (1984). La veduta prospettica dell'edificio (inserito in un contesto di giardino all'italiana senza riferimenti al contesto reale) è firmato, ma non datato, ed è pubblicato sulla rivista "Le Terme" nel 1913.
La maggior parte dei disegni esecutivi risale al 1914, mentre quelli relativi ai particolari recano la data del 1915, evidenziando così le fasi della costruzione. Esistono inoltre particolari dei prospetti, sezioni, disegni esecutivi per lo scalone principale nonché lo studio di una soluzione, poi non attuata, di una scala esterna a due rampe che, scavalcando l'ingresso secondario sul lato meridionale, avrebbe dato accesso diretto dall'esterno al salone della posta.

## Le decorazioni
Le ricche decorazioni in gesso dell'interno sono eseguite in massima parte dalla ditta Alessandro Del Soldato, di Bagni di Montecatini, all'epoca molto apprezzata per aver eseguito analoghi lavori negli interni del grand hotel La Pace, del casinò Excelsior e della Locanda Maggiore, ditta cui, con delibera comunale n.22, del 24 febbraio 1915, viene affidata l'esecuzione degli ornati del salone al primo piano, che non differiscono molto da quelli dello scalone e del vestibolo, tanto da renderne ipotizzabile un'esecuzione unitaria.
Nella filza 372 è inoltre conservato un disegno a matita colorata e acquerello su cartoncino illustrante il progetto del 1920 per la decorazione della sala dei matrimoni di Ugo Palchetti, cui l'amministrazione affida l'incarico con delibera dell'8 marzo 1920 e che nel novembre dello stesso anno risulta essere "lodevolmente" portato a termine. Attualmente è visibile il fregio, con putti alternati a vasi di fiori, che corre nella parte alta delle pareti, mentre non è sopravvissuta la scena simbolica, architettonicamente incorniciata, sulla parete di fondo e raffigurante un uomo e una donna che bevono dalla stessa coppa.

## Il salone interno
Il salone al primo piano è di altezza pressoché doppia di quella dei vani delle ali laterali ed è caratterizzato da una balconata a sbalzo che corre sull'intero perimetro. Essa determina una scansione dell'apparato decorativo (realizzato a stucco) in due ordini corinzi sovrapposti di cui quello inferiore su alta zoccolatura basamentale e con trabeazione ornata con fregio a festoni e bucrani.

## Lo spazio espositivo

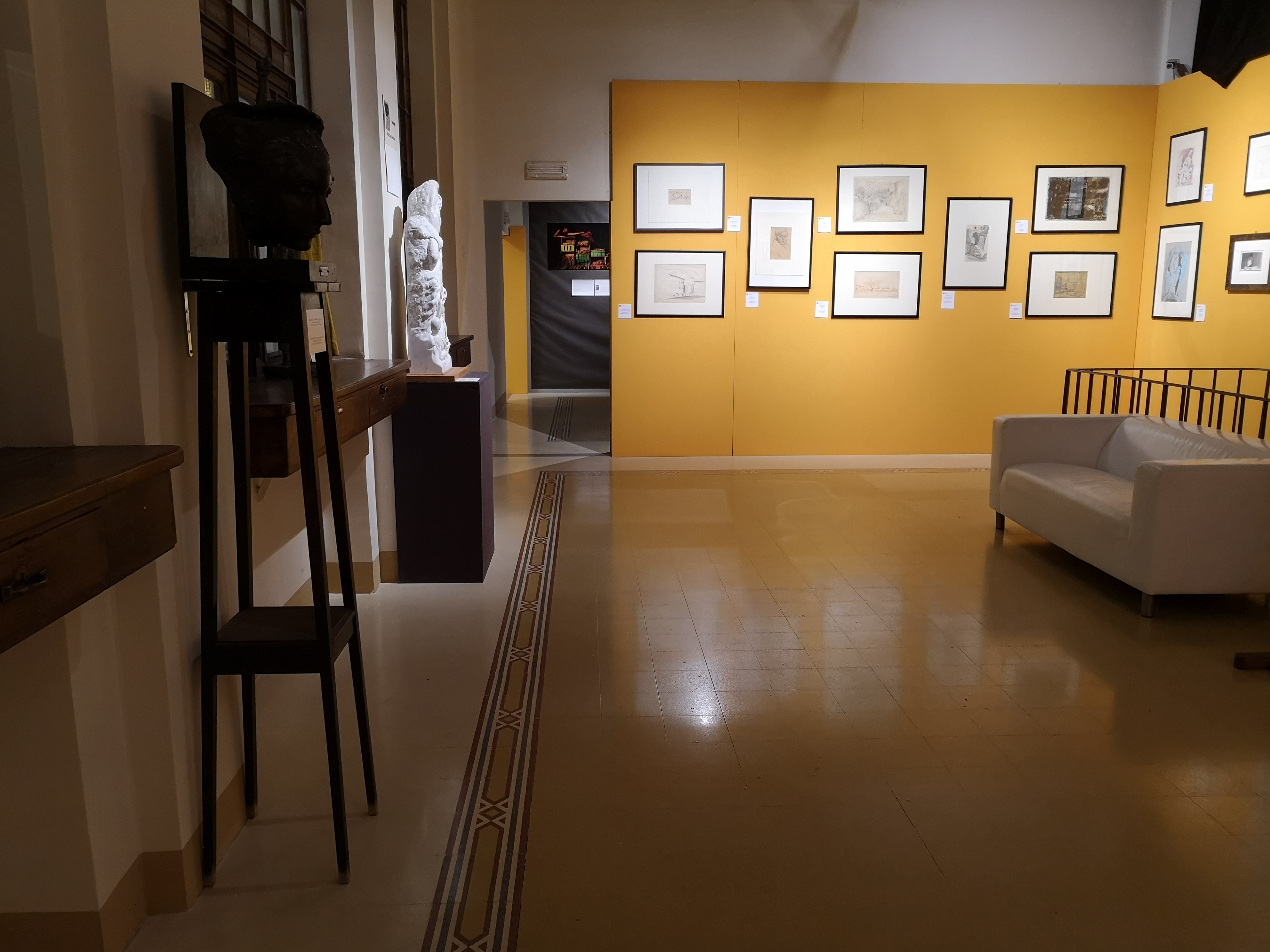
Interno del MO.C.A. di Montecatini Terme

All'interno del piano terra del palazzo è ospitato il Montecatini Contemporary Art (MO.C.A.), uno spazio espositivo aperto il 4 dicembre 2012 e dedicato all'arte moderna e contemporanea. Le sue sale, già sede di uno sportello postale, ospitano opere di artisti come Joan Miró e Pietro Annigoni, ed hanno ospitato opere di maestri quali Amedeo Modigliani, Adolfo Tommasi, Silvestro Lega, Giovanni Fattori. In collezione sono presenti anche fotografie di Nidaa Badwan, Carlo Cantini e Filippo Biagioli, sculture di Silvio Amelio e Antoine Claraz e dipinti di Shimizu Tetsuro.
Le opere che fanno parte della collezione permanente vengono esposte a rotazione in mostre temporanee tematiche, ad eccezione di alcune, che sono presenti nelle sale in modo permanente.